# Parafia Narodzenia Najświętszej Maryi Panny w Strzyżowie
Parafia Narodzenia Najświętszej Maryi Panny w Strzyżowie – parafia rzymskokatolicka znajdująca się w dekanacie Hrubieszów-Północ, w diecezji zamojsko-lubaczowskiej. 
Parafia została erygowana w dniu 10 lutego 1947 roku, przez ówczesnego biskupa lubelskiego Stefana Wyszyńskiego.
Do parafii należą wierni z następujących miejscowości: Husynne, Husynne-Kolonia, Rogalin, Strzyżów, Strzyżów-Kolonia. 